# Фернандеш, Ягу
Ягу Фернандеш Приету (род. 5 января 1988, Лиссабон) — португальский футболист, защитник.

## Карьера
Родившись в Лиссабоне, Ягу в молодости играл в четырёх клубах. В возрасте девяти лет начинал в «Бенфике» из родного года, затем последовали молодёжные команды, представляющие «Спортинг», «Реал Мадрид» и «Валенсию». В 2007 Фернандеса перевели в резервную команду «Валенсии», которая на тот момент ещё играла в третьем по значимости дивизионе Испании. Затем в его карьере был «Эспаньол Б». В январе 2010 вернулся в Португалию выступать за «Жил Висенте» на правах аренды.
В июле 2010 года после того, как, не продлил контракт с «Эспаньолом», перешёл в шведский клуб «Мальмё». Шведский клуб потерял из-за травмы Ясмина Судича и нашёл ему замену в лице Яго. 8 декабря 2010 года, вскоре после завоевания титула чемпиона, Яго подписал новый годичный контракт с «Мальмё». Тем не менее, клуб решил не предлагать ему новый контракт после 2011 года.
В августе 2012 года, Ягу согласился на трехлетний контракт с АЕК.

## Достижения
«Мальмё»
- Чемпион Швеции (1): 2010

## Статистика
| Клуб               | Сезон            | Лига             | Лига  | Лига | Кубки  | Кубки | Кубки | Конт. турниры | Конт. турниры | Конт. турниры | Прочие | Прочие | Прочие | Всего | Всего |
| Клуб               | Сезон            | Сорев.           | Матчи | Голы | Сорев. | Матчи | Голы  | Сорев.        | Матчи         | Голы          | Сорев. | Матчи  | Голы   | Матчи | Голы  |
| ------------------ | ---------------- | ---------------- | ----- | ---- | ------ | ----- | ----- | ------------- | ------------- | ------------- | ------ | ------ | ------ | ----- | ----- |
| АЕК (Афины)        | 2012/13          | ЧГ               | 13    | 1    | КГ     | 1     | 0     | -             | -             | -             | -      | -      | -      | 14    | 1     |
| АЕК (Афины)        | Всего            | Всего            | 13    | 1    |        | 1     | 0     |               | 0             | 0             |        | -      | -      | 14    | 1     |
| Хеккен             | 2013             | ЧШ               | 0     | 0    | КШ     | 0     | 0     | ЛЕ            | 0             | 0             | -      | -      | -      | 0     | 0     |
| Хеккен             | Всего            | Всего            | 0     | 0    |        | 0     | 0     |               | 0             | 0             |        | -      | -      | 0     | 0     |
| Шахтёр (Караганда) | 2014             | ЧК               | 9     | 1    | КК     | 0     | 0     | ЛЕ            | 0             | 0             | СК     | 1      | 0      | 10    | 1     |
| Шахтёр (Караганда) | Всего            | Всего            | 9     | 1    |        | 0     | 0     |               | 0             | 0             |        | 1      | 0      | 10    | 1     |
| Всего за карьеру   | Всего за карьеру | Всего за карьеру | 22    | 2    |        | 1     | 0     |               | 0             | 0             |        | 1      | 0      | 24    | 2     |